# Callimima
Callimima är ett släkte av fjärilar. Callimima ingår i familjen praktmalar, Oecophoridae.
Kladogram enligt Catalogue of Life:
| Callimima | \| \| Callimima daedalma \| \| \| \| \| \| Callimima lophoptera \| \| \| \| |
|           | \| \| Callimima daedalma \| \| \| \| \| \| Callimima lophoptera \| \| \| \| |
|           | Callimima daedalma                                                          |
|           |                                                                             |
|           | Callimima lophoptera                                                        |
|           |                                                                             |